# Dan Gregory
Dan Gregory var en amerikansk pianist och orkesterledare, huvudsakligen verksam i Harrisburg i Pennsylvania från 1920- till 1940-talet. Hans orkester framträdde dock även under 1920-talets första hälft i New York.
Enligt Ken Frew, son till Gregorys trumpetare under en senare period, Kenneth "Kenny" Frew (1902–1986), framträdde orkestern under sin New York-period på "Crystal Palace" i hörnet av 66:e gatan och Broadway. Under denna period gjorde orkestern 1923-1924 även en handfull skivinspelningar. De tidigaste av dessa gjordes för mindre skivmärken såsom Oriole, Puritan, Grey Gull och Cameo, men orkestern gjorde även två sidor för tidens ledande skivbolag Victor (Me And The Boy Friend och Then You Know That You’re In Love utgivna på Victor 19519 respektive 19554). En av medlemmarna i Gregorys orkester under dessa år var multiinstrumentalisten Andy Sannella, men det är inte känt om denne medverkade på bandets skivinspelningar.
Enligt den ovannämnde Frew tröttnade Gregory så småningom på New York, "gjorde sig av med sina högavlönade mannar" och flyttade tillbaka till Harrisburg där han bildade en helt ny orkester. Även med denna orkester gjorde Gregory dock turnéer utanför hemorten. Exempelvis framträdde den 1934 tillsammans med komikern Clem "Fat" Gority på nöjesparken Bertrand Island i New Jersey.
Ken Frew angiver vidare att Gregory så småningom, utöver den egna orkestern, också kom att bli manager för Tony Pastors orkester samt var med och upptäckte Pastors vokalist, den blivande stjärnan Rosemary Clooney.
I modern tid har en brorson till en av Gregorys saxofonister under 1930-talet, Ray Ripani, skapat en webbplats ägnad åt publicerande och insamlande av information och dokument rörande Gregorys orkester (se "Externa länkar" nedan).